# 大陸交換生 (台灣)
大陆交换生（英語：Mainland Exchange Students），台湾人简称其为陆生，是随着两岸交流沟通的发展，两岸高校互派学生进行短期交流学习，通常时间为一学期或一学年，学分可以互换，中国大陆所派的学生即为大陆交换生。

## 概况
大陆交换生包括本科（一～三年级）和研究生（一～二年级），大陆许多学校都有与台湾的交换生计划，台湾高校也基本都有参与。不同的大陆高校交换的台湾高校也都有不同，一般派往每个台湾高校的交换生人数在10个以内。

## 费用
大陆交换生一般不用缴交台湾学校的学费，但住宿费、保险费、医疗费等则要自理，而且其在大陆本校的学费、住宿费要正常缴交。有些台湾学校会优先照顾陆生在校住宿，也有学校需要学生在校外租房住宿。

## 选拔
一般大陆高校都会进行选拔，尽量选择优秀学生进行交换，其难度与报名人数与赴台名额有关。一般难度不会太高。

## 交换时间
一学期制的分为上下两学期，都有派往台湾的交换生。通常在赴台的前一学期进行选拔工作，在寒/暑假前结束赴台手续办理。

## 学习要求
一般在台湾学习的课程数量和学分要求与大陆同学期的要求同步，选课等以台湾学校具体要求为准。

## 相关事件
- 中國大陸安徽籍學生陳宇鎮在真理大學交換結束返回中國大陸後，長期翻牆並在社群網站公開批評中國當局的防疫政策，以及提供翻牆技術給教會，最終於海南省三亞市被捕，中國政府指控其涉嫌煽動顛覆國家政權罪和提供侵入、非法控制計算機信息系統的程序、工具罪[1][2]。

- 中国大陆山东籍学生李家宝在嘉南药理大学交换期间[3]，于2019年3月11日在推特直播反对习近平后寻求政治庇护[4]。

## 影响
大陆交换生可以感受到台湾高校的文化与精神，领略台湾本土的风景民情，并为两岸民间与文化的交流做出桥梁的作用，推动两岸的交流往更深的层次进行，连结两岸民众的情感，让两岸人民了解真实的对方。
选择优秀高校学生与台湾高校学生共同学习交流，让年轻一代思想碰撞、交流、沟通，对于两岸的文化认同和包容，对培养年轻人关心国家、放眼世界都有有积极意义。